# أجمة متوسطية

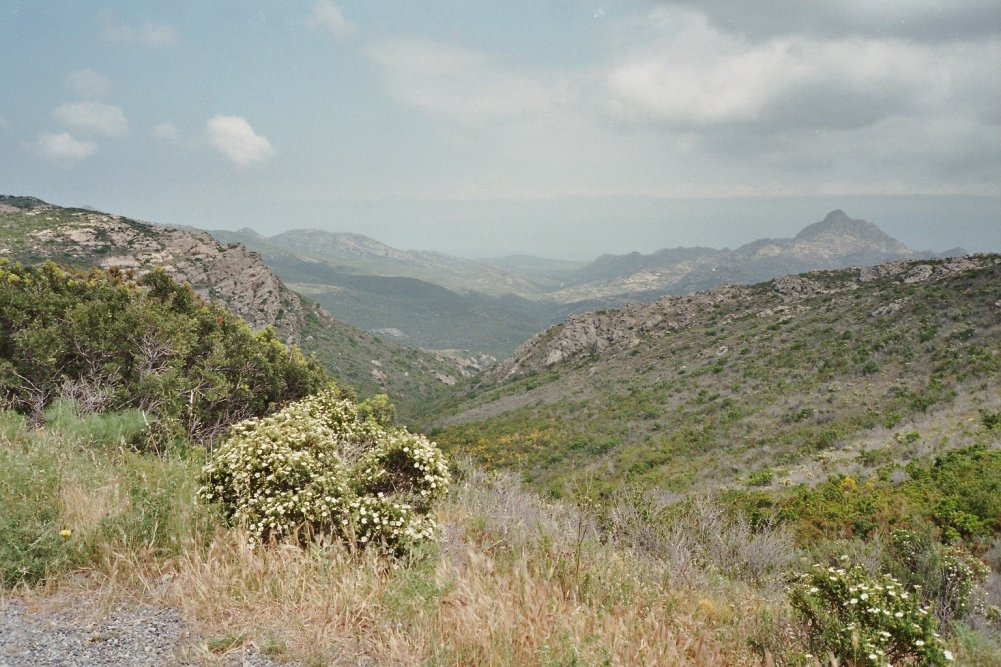
أجمة المتوسطية مبعثرة في كورسيكا

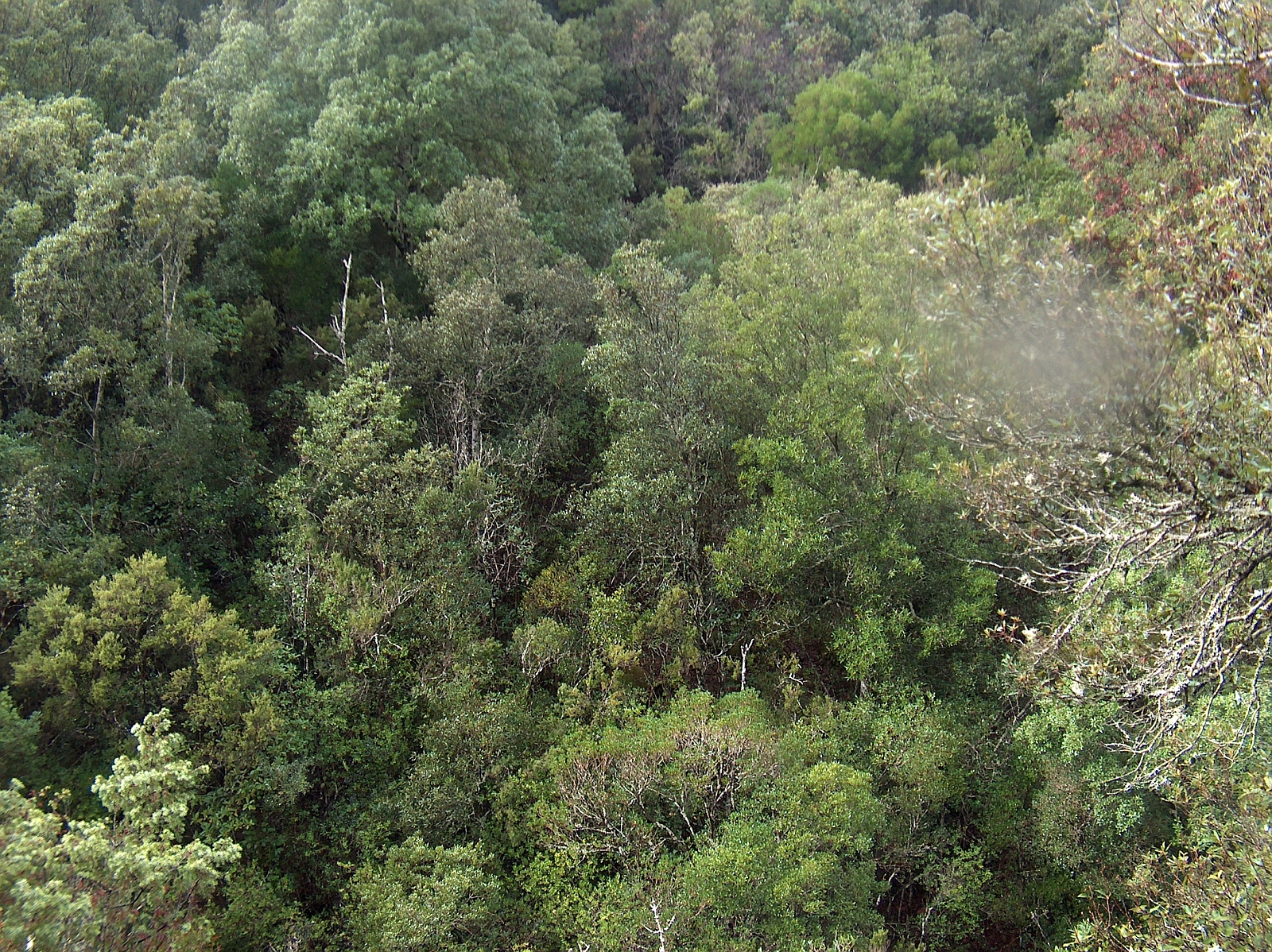
أجمة متوسطية كثيفة في سردينيا

الغينة أو الأجمة المتوسطية/الدغل المتوسطي (الماكيا) ((بالفرنسية: Maquis)‏ أو (بالإيطالية: macchia)‏، (macchia mediterranea)) هي حيوم من أراضي الأشجار القمئية (منطقة تسودها الشجيرات) التي تتواجد وتنتشر في مناطق حوض البحر الأبيض المتوسط، وتتكون عادة من شجيرات دائمة الخضرة وكثيفة النمو.